# Artículo 213 del Código Penal de Noruega
El artículo 213 fue una disposición del Código Penal noruego de 1902, que fue derogado por la Ley n.º 18 el 21 de abril de 1972. Criminalizaba las relaciones lascivas (sexuales) entre hombres, así como las relaciones sexuales entre humanos y animales.

Finder utugtig omgjængelse sted mellem personer af mandkjøn, straffes de, der heri gjør sig skyldige, eller som medvirker dertil, med fængsel indtil 1 aar.

Med samme straf ansees den, som har utugtig omgjængelse med dyr, eller som medvirker dertil.

Paatale finder alene sted, naar det paakræves af almene hensyn.
Si entre personas del sexo masculino se practican relaciones sexuales indecentes, quienes las cometan o contribuyan a ellas serán castigados con pena privativa de libertad de hasta un año.

El mismo castigo se aplica a cualquiera que tenga asociación lasciva con animales o que contribuya a ello.

Las denuncias sólo se llevan a cabo cuando lo exige el interés general.

La prohibición de los actos homosexuales en el primer párrafo del artículo no cubría a las mujeres. No existía una edad de consentimiento sexual mínima específica para los actos homosexuales, por lo que un hombre que tuviera relaciones sexuales con un menor de 16 años también podría ser castigado por ello. Desde 2010, el abuso sexual de animales se ve afectado por el artículo 14 de la Ley de Bienestar Animal.
La disposición continuó una prohibición introducida en el Código Penal de 1842 (capítulo 18, sección 21), mediante una ley de modificación de 1889. Antes de la ley penal de 1842 se aplicaba la disposición 6-13-15 del Código Noruego, que decía: «La asociación, que va contra la naturaleza, es castigada con demonios y fuego».
En 1989 se volvió a añadir el artículo 213, con un contenido completamente nuevo, y hasta el año 2000 el artículo contenía una definición de relación sexual. Todo el capítulo de moral del Código Penal de 1902 fue completamente revisado en el 2000, y luego la sección estuvo vacía hasta que todo el Código Penal de 1902 fue derogado en 2015.
En 1925, un comité designado públicamente propuso que la disposición debería ser reemplazada por una edad sexual mínima especial para actos homosexuales. Sin embargo, esto no fue incluido en el proyecto de ley presentado al Storting en 1927.

## Propuesta de derogación en la década de 1950
En 1953, el Consejo de Derecho Penal propuso por unanimidad derogar la sección y reemplazarla con una disposición sobre la edad sexual mínima absoluta de 18 años y un límite relativo para el grupo de edad de 18 a 21 años.
Como fundamento para derogar el artículo 213, el Consejo de Derecho Penal afirmó que «puede considerarse una injusticia castigar a una persona por actos homosexuales que son consecuencia de una característica suya que no se le puede imputar. La homosexualidad es ciertamente de la misma naturaleza que una enfermedad o un defecto físico». Además, el consejo afirmó que la disposición casi nunca se utilizaba en la práctica y, por lo tanto, consideró si tenía algún sentido tener una disposición de penalización que no estaba destinada a ser utilizada. Una objeción fue, como afirmó el Ministerio de Justicia en 1927, que era «predominantemente cuestionable legalizar relaciones perversas del tipo mencionado aquí». A esto, el Consejo de Derecho Penal afirmó que «la ley no tolera todo lo que no impone una pena. Está lejos de ser una regla general que la ley deba castigar todo acto inmoral.» Además, el Consejo del Código Penal afirmó que puede «ser injusto etiquetar los actos homosexuales como delictivos. Esto se aplica aquí en gran medida a personas que en todos los demás aspectos son ciudadanos buenos y obedientes. Su vida sexual anormal se debe a circunstancias sobre las que ellos mismos no han podido influir. Sufren en su relación, y este sufrimiento se ve innecesariamente exacerbado por la ley que los etiqueta como criminales».
El Consejo del Código Penal también propuso en el mismo estudio derogar la «cláusula de concubinato» que prohibía la convivencia (Código Penal § 379). El Consejo de Derecho Penal propuso que el puesto vacante debería contener una disposición según la cual las personas menores de 21 años no deben tener acceso a ser miembros de una asociación u otra asociación destinada especialmente a contar con el apoyo de personas homosexuales. El Consejo de Derecho Penal mencionó específicamente la «Forbundet af 1948» danesa como ejemplo de un tipo de organización que estaría cubierta.
En el mismo estudio, el Consejo de Derecho Penal también propuso derogar la prohibición del sexo con animales (bestialismo) que también figuraba en el artículo del Código Penal.
El Ministerio de Justicia y el Gobierno aceptaron las propuestas de derogar la prohibición de las relaciones homosexuales y sustituirla por una disposición sobre una edad mínima especial para la homosexualidad (que no se limitaba a los hombres), la cláusula de concubinato y la prohibición de sexo animal. Por el contrario, no se aprobó la propuesta de fijar un límite de edad específico para las asociaciones homosexuales. En abril de 1954 se presentó un proyecto de ley al Storting, que rechazaba la propuesta.

## Derogación en la década de 1970
En noviembre de 1970, la jefa de información de la Confederación Noruega de 1948, Karen-Christine Friele, dio una conferencia en el Studentersamfundet de Trondhjem donde abordó la situación de Noruega como uno de los pocos países que quedaban en Europa con disposiciones penales sobre la homosexualidad. Terminó su conferencia diciendo: «No tengo ninguna duda de que se puede y se debe hacer mucho para mejorar las condiciones, no sólo mediante información objetiva, correcta y sobria, sino también mediante la abolición del artículo 213 del Código Penal».
En diciembre de 1970, el entonces ministro de Justicia, Egil Endresen, fue interrogado en el Storting por Arne Kielland, quien preguntó si el Ministerio de Justicia estaba considerando derogar el artículo 213 del Código Penal. El interrogatorio de Kielland se repitió en el Storting en abril de 1971. En aquella ocasión, la Confederación Noruega de 1948 envió una carta al Storting y al gobierno en la que pedían que se eliminara ese artículo del Código Penal noruego, así como que se introdujera la igualdad ante la ley para homosexuales y heterosexuales, es decir, que no debería haber disposiciones especiales para los homosexuales, incluida una edad mínima penal más alta.
En el debate sobre la interpelación en el Storting hubo un amplio acuerdo en que debería derogarse el artículo 213. El ministro de Justicia Oddvar Berrefjord (que asumió el cargo tras el cambio de gobierno el 17 de marzo de 1971) concluyó su discurso diciendo: «Yo mismo soy de la opinión de que el artículo 213, que debe considerarse como una disposición penal latente, lo que estaba discutido en el debate parlamentario, debería ser derogado en su totalidad sin que exista ningún motivo para sustituirlo por ninguna norma especial destinada a una forma especial de relación sexual entre jóvenes. En el caso de las mujeres, una norma tan especial significaría criminalizar actos que hoy no son punibles y para los cuales nunca ha sido necesario introducir una cláusula penal.» Arne Kielland, quien había advertido enérgicamente contra la adopción de normas especiales, como por ejemplo una edad mínima penal especial, fue quien realizó la interpelación. Señaló, entre otras cosas, un aumento de los casos de extorsión contra homosexuales en países donde se han introducido normas especiales.
En febrero de 1972, la secretaria de información de la Asociación Noruega de 1948, Karen-Christine Friele, hizo público que la asociación había recibido 10.000 coronas noruegas en apoyo de la Dirección de Salud de Noruega para la impresión y distribución del folleto «Homofilia». El folleto estaba destinado a ser información pública y la Asociación debía distribuirlo al mayor número de personas posible. Más tarde ese año, el 21 de abril de 1972, la sección fue derogada por ley.
En una publicación en Dagbladet el viernes 4 de agosto de 1972, el periodista Ola Ødegaard elogió a la secretaria general del sindicato, Karen-Christine Friele, y a la parlamentaria Arne Kielland por sus esfuerzos en la abolición del artículo 213 del Código Penal Ødegaard describió a Arne Kielland como «la portavoz de los homosexuales en el Storting».

## Opinión de la Iglesia de Noruega
El informe del Consejo de Derecho Penal sobre la derogación de los artículos 213 y 379 fue retomado por la Conferencia Episcopal en 1954. En la reunión episcopal se decidió enviar al Storting una encuesta en la que escribían: «En nuestra opinión, no hay duda de que la propia aparición de las propuestas está relacionada con ciertas tendencias actuales que van en contra de la visión moral cristiana, y que una posible abolición de las disposiciones actuales acelerará el desarrollo de estas tendencias». Además, escribieron que el cambio de ley conduciría a la legalización de una «relación perversa y degradante que está en contradicción con el interés de la sociedad y con la moral cristiana».
En el libro § 213 – ¿Mal o necesidad? publicado por la Asociación Noruega de 1948 en 1970, el entonces obispo de Borg Per Lønning escribió que «la discriminación despiadada, la tiranización y la extorsión [de las personas con una constitución homosexual] que ha tenido lugar (y en parte tiene lugar) en nombre de la moralidad, es tan inmoral como anticristiano» y «no veo excluido que las disposiciones penales de la sociedad se limiten a la prostitución homosexual y a los casos en los que haya menores de edad».